# 1987-es Formula–1 mexikói nagydíj
Az 1987-es Formula–1-es világbajnokság  tizennegyedik futama a mexikói nagydíj volt.

## Futam
A mexikói nagydíj előtt Piquet 18 ponttal vezette a bajnokságot Mansell előtt, a harmadik Senna már elveszítette esélyét a bajnoki címre. Az időmérő edzés során, az egyenetlen felületű pálya miatt Mansell és Senna is balesetet szenvedett. A pole-ból Mansell indult Berger, Piquet és Boutsen előtt.
Mansell a rajtot elrontotta, így Berger, Boutsen, Piquet és Prost is megelőzte. Az első kanyarban Piquet és Prost összeakadt, mindketten megcsúsztak. Míg Prost kiesett, Piquet folytatni tudta a versenyt. Az élen Boutsen megelőzte Bergert, de gyújtáskihagyás miatt lelassult, végül elektronikai hiba miatt kiesett. 6 körrel később Berger motorja is tönkrement. Ezt követően Mansell haladt az élen Senna, Patrese és Piquet előtt. Dereck Warwick nagy balesetet szenvedett az utolsó kanyarban, ezért a versenyt félbeszakították. A futam végeredményét a két részidő összegéből alakították ki. Az új rajt után Piquet állt az élre, de Mansell nem szakadt le tőle, így a brazilnak nem volt esélye a győzelemre. Az utolsó körökben Senna kicsúszott, így Piquet a második helyen végzett a győztes Mansell mögött. Patrese harmadik, Cheever negyedik lett.
|         | Rsz. | Versenyző          | Csapat                 | Körök | Idő/Kiesések | Rajthely | Pontok |
| ------- | ---- | ------------------ | ---------------------- | ----- | ------------ | -------- | ------ |
| 1       | 5    | Nigel Mansell      | Williams-Honda         | 63    | 1:26:24,207  | 1        | 9      |
| 2       | 6    | Nelson Piquet      | Williams-Honda         | 63    | + 26,176     | 3        | 6      |
| 3       | 7    | Riccardo Patrese   | Brabham-BMW            | 63    | + 1:26,879   | 8        | 4      |
| 4       | 18   | Eddie Cheever      | Arrows-Megatron        | 63    | + 1:41,352   | 13       | 3      |
| 5       | 19   | Teo Fabi           | Benetton-Ford          | 61    | + 2 kör      | 6        | 2      |
| 6 (1)   | 30   | Philippe Alliot    | Larrousse-Ford         | 60    | + 3 kör      | 24       | 1      |
| 7 (2)   | 3    | Jonathan Palmer    | Tyrrell-Ford           | 60    | + 3 kör      | 22       |        |
| 8 (3)   | 4    | Philippe Streiff   | Tyrrell-Ford           | 60    | + 3 kör      | 25       |        |
| 9 (4)   | 29   | Yannick Dalmas     | Larrousse-Ford         | 59    | + 4 kör      | 23       |        |
| Kiesett | 12   | Ayrton Senna       | Lotus-Honda            | 54    | Kipördülés   | 7        |        |
| Kiesett | 16   | Ivan Capelli       | March-Ford             | 51    | Vízszivárgás | 20       |        |
| Kiesett | 21   | Alex Caffi         | Osella-Alfa Romeo      | 50    | Motorhiba    | 26       |        |
| Kiesett | 26   | Piercarlo Ghinzani | Ligier-Megatron        | 43    | Vízszivárgás | 21       |        |
| Kiesett | 23   | Adrián Campos      | Minardi-Motori Moderni | 32    | Erőátvitel   | 19       |        |
| Kiesett | 25   | René Arnoux        | Ligier-Megatron        | 29    | Túlmelegedés | 18       |        |
| Kiesett | 17   | Derek Warwick      | Arrows-Megatron        | 26    | Baleset      | 11       |        |
| Kiesett | 8    | Andrea de Cesaris  | Brabham-BMW            | 22    | Baleset      | 10       |        |
| Kiesett | 28   | Gerhard Berger     | Ferrari                | 20    | Turbó        | 2        |        |
| Kiesett | 20   | Thierry Boutsen    | Benetton-Ford          | 15    | Elektronika  | 4        |        |
| Kiesett | 24   | Alessandro Nannini | Minardi-Motori Moderni | 13    | Turbó        | 14       |        |
| Kiesett | 27   | Michele Alboreto   | Ferrari                | 12    | Motorhiba    | 9        |        |
| Kiesett | 9    | Martin Brundle     | Zakspeed               | 3     | Turbó        | 13       |        |
| Kiesett | 2    | Stefan Johansson   | McLaren-TAG            | 1     | Baleset      | 15       |        |
| Kiesett | 11   | Nakadzsima Szatoru | Lotus-Honda            | 1     | Baleset      | 16       |        |
| Kiesett | 10   | Christian Danner   | Zakspeed               | 1     | Baleset      | 17       |        |
| Kiesett | 1    | Alain Prost        | McLaren-TAG            | 0     | Ütközés      | 5        |        |

## Statisztikák
Vezető helyen:
- Gerhard Berger: 7 (1 / 15-20)
- Thierry Boutsen: 13 (2-14)
- Nigel Mansell: 43 (21-63)

Nigel Mansell 13. győzelme, 11. pole-pozíciója, Nelson Piquet 23. leggyorsabb köre.
- Williams 40. győzelme.

Yannick Dalmas első versenye.